# Lemonia philopalus
Lemonia philopalus är en fjärilsart som beskrevs av Hugues-Fleury Donzel 1842. Lemonia philopalus ingår i släktet Lemonia och familjen fältspinnare, Brahmaeidae. En underart finns listad i Catalogue of Life, Lemonia philopalus vazquezi Oberthür, 1916